# Pavlovice (Bohdalice-Pavlovice)
Pavlovice jsou součástí obce Bohdalice-Pavlovice, jméno obce pochází od osobního jména Pavel, či od tvrze Pavlov, která zde dříve stála. V roce 1964 byly Pavlovice připojeny k obci Bohdalice.

## Historie

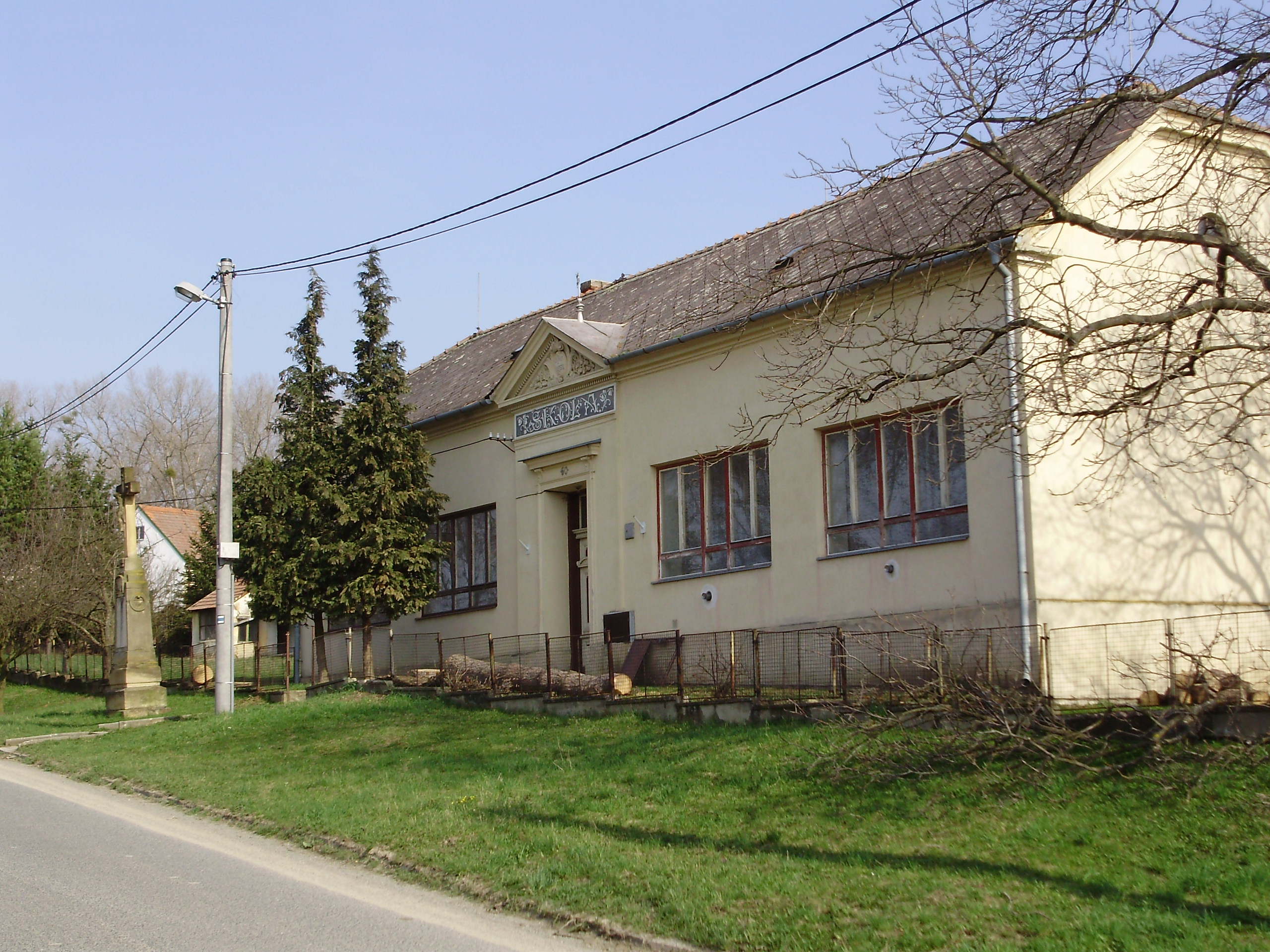
Bývalá škola (2009)

První písemná zmínka o Pavlovicích pochází z roku 1371, jako majetek Protivce z Pavlovic.
Roku 1490 je zde psán Protivec ze Zástřizl, později Jan z Pernštejna a roku 1531 Mikuláš Doupovec z Doupova, který držel Pavlovice i Bohdalice. V roce 1718 tu bylo 18 osedlých domů. Pavlovice byly s Bohdalicemi spojeny roku 1964.

## Obyvatelstvo

### Struktura
Vývoj počtu obyvatel za celou obec i za jeho jednotlivé části uvádí tabulka níže, ve které se zobrazuje i příslušnost jednotlivých částí k obci či následné odtržení.
| Místní části   | Místní části   | 1869 | 1880 | 1890 | 1900 | 1910 | 1921 | 1930 | 1950 | 1961 | 1970 | 1980 | 1991 | 2001 | 2011 |
| -------------- | -------------- | ---- | ---- | ---- | ---- | ---- | ---- | ---- | ---- | ---- | ---- | ---- | ---- | ---- | ---- |
| Počet obyvatel | část Pavlovice | 240  | 261  | 255  | 272  | 293  | 310  | 258  | 247  | 270  | 239  | 189  | 150  | 136  | 152  |
| Počet domů     | část Pavlovice | 54   | 56   | 57   | 57   | 63   | 65   | 70   | 73   | 69   | 62   | 54   | 75   | 78   | 79   |

## Památky a turistické zajímavosti
- Přírodní rezervace ve Žlebcách se nachází východně od obce
- Kaplička sv. Jana a Pavla na návsi
- Boží muka při cestě na Bohdalice
- Kamenný kříž v obci